# Ovid Demaris
Ovid Demaris, né le 6 décembre 1919 et mort le 12 mars 1998 à Biddeford dans le Maine, est un écrivain américain de roman policier.

## Biographie
Diplômé au collège d’Idaho, il étudie le droit à l’Université de Syracuse avant de devenir, à partir de 1949, reporter et correspondant pour l’United Press à Boston. Il travaille par la suite comme chef de publicité au Los Angeles Times avant de se consacrer à temps plein à l'écriture. Il est l'auteur de plusieurs biographies sur diverses affaires criminelles célèbres, dont les confessions de Jimmy Fratianno (en). Sept de ses romans ont été publiés à la Série Noire, deux ont donné naissance à un film, Gang War en 1958 et  Les Intouchables en 1968.

## Œuvre

### Romans
- Ride the Gold Mare (1957) Publié en français sous le titre Tout le monde descend, Paris, Gallimard, Série noire no 396, 1957.
- The Hoods Take Over (1957) Publié en français sous le titre Un homme à rectifier, Paris, Gallimard, Série noire no 445, 1958.
- The Lusting Drive (1958)
- The Slasher (1959)
- The Long Night (1959) Publié en français sous le titre Un coup de raide, Paris, Gallimard, Série noire no 594, 1960.
- Lucky Luciano (1959)
- The Gold-Plated Sewer (1960)
- The Enforcer (1960) Publié en français sous le titre Un cyclone sur la piscine, Paris, Gallimard, Série noire no 662, 1961.
- The Extortioners (1960)
- Candyleg ou Machine Gun McCain (1961) Publié en français sous le titre Cador, fais pas de cadeau !, Paris, Gallimard, Série noire no 725, 1962.
- The Dillinger Story (1961)
- The Lindbergh Kidnapping Case (1961)
- The Parasite (1962) Publié en français sous le titre Le Bouc émissaire, Paris, Gallimard, Série noire no 830, 1964.
- The Green Felt Jungle: Truth About Las Vegas (avec Edward Reid) (1963)Publié en français sous le titre Las Vegas, la jungle du tapis vert, Paris, Gallimard, Coll. L’air du temps, 1965.
- The Capo Mafioso (1963) Publié en français sous le titre La Tête enflée, Paris, Gallimard, Série noire no 791, 1963.
- The Organization ou The Contract (1964)
- The Thoughest Customers (1965)
- Fatal Mistake (1966)
- Jack Ruby: The Man Who Killed the Man Who Killed Kennedy (avec Garry Wills) (1968)
- Captive City: Chicago in Chains (1969)
- The Lucky Luciano Story (1969)
- Poso Del Mundo: Inside the Mexican-American Border, From Tijuana to Matamoros (1970)
- Mason’s Women (1970)
- America the Violent (1970)
- The Overlord (1972)
- Dillinger (1973)
- Dirty Business: The Corporate-Political Money-Power Game (1974)
- The Director: An Oral Biography of J. Edgar Hoover (1975)
- Brothers in Blood: The International Terrorist Network (1977) Publié en français sous le titre L’Internationale terroriste, Paris, Orban, 1978.
- The Last Mafioso: The Treacherous World of Jimmy Fratianno (1980) Publié en français sous le titre Le Dernier Mafioso, Paris, Presses de la Cité, 1982.
- The Vegas Legacy (1984)
- The Boardwalk Jungle (1986)
- Ricochet (1988)
- Lincoln at Gettysburg: The Words That Remade America (avec Garry Wills) (1992)

## Adaptations

### Au cinéma
- 1958 : Gang War, film américain réalisé par Gene Fowler Jr (en), d'après le roman The Hoods Take Over, avec Charles Bronson.
- 1968 :  Les Intouchables (Gli Intaoccabili), film italien réalisé par Giuliano Montaldo, d'après le roman Candyleg, avec John Cassavetes, Britt Ekland et Peter Falk.

### À la télévision
- 1965 : La Jungle du tapis vert - Haute Tension (The Green Felt Jungle - Kraft Suspense Theatre), Saison 2, épisode 20, d'après le roman The Green Felt Jungle.

## Sources
- Claude Mesplède (dir.), Dictionnaire des littératures policières, vol. 1 : A - I, Nantes, Joseph K, coll. « Temps noir », 2007, 1054 p. (ISBN 978-2-910-68644-4, OCLC 315873251), p. 563-564.
- Claude Mesplède et Jean-Jacques Schleret, SN, voyage au bout de la Noire : inventaire de 732 auteurs et de leurs œuvres publiés en séries Noire et Blème : suivi d'une filmographie complète, Paris, Futuropolis, 1982, 476 p. (OCLC 11972030), p. 107.
- Claude Mesplède  et   Jean-Jacques Schleret (Éd. rév. de: SN, voyage au bout de la Noire), Les auteurs de la Série noire, 1945-1995, Nantes, Joseph K, coll. « Temps noir », 1996, 627 p. (ISBN 978-2-910-68611-6, OCLC 300207570), p. 135.